# The Girl Who Stayed at Home
The Girl Who Stayed at Home er en amerikansk stumfilm fra 1919 af D. W. Griffith.

## Medvirkende
- Adolph Lestina som Mr. France
- Carol Dempster som Atoline France
- Frances Parks
- Richard Barthelmess som Ralph Grey
- Robert Harron som James Grey